# Олень біломордий
Олень біломордий (Cervus albirostris) — представник родини оленевих.

## Опис
Довжина тулуба оленя 190—200 см, висота — 120—130 см, вага — 130—140 кг. Цей вид оленя високоногий з короткою широкою мордою. Вуха великі, вузькі, сильно загострені. Хвіст короткий — 12-13 см. Копита високі, короткі й широкі. Бокові копита на 2 і 5 пальцях дуже великі та приблизно в 2 рази довше за такі ж у інших представників оленевих. Передочна залоза дуже велика, дорівнюється оку або навіть більше за нього.
Роги самців великі, сильно сплощені, мають 5 відростків, але вони не утворюють корону і сильно відхилено назад.
Хутро біломордого оленя буровато-коричневе. Ніс, губи та підборіддя до горла біле. «Дзерка» дуже велике, заходить далеко на круп. Хвіст та дзеркало світло-руде. Волосся коротке, товсте та жорстке, проте порожнисте всередині. підшерстя немає. На спині вдовж хребта волосся має ворс ззаду-наперед, утворюючи своєрідне сідло.

## Розповсюдження
Біломордий олень мешкає на Східному та Північному Тибеті, у горах Наньшаня, Південно-кукунорському хребті (Китай). Вперше відкрив цей вид оленя відомий мандрівник та дослідник Микола Пржевальський у 1883 році. Іноді цього оленя називають Оленем Пржевальського. Сьогодні біломордих оленів залишилося у природі до 10000 тварин. Його взято під охорону. Цих оленів ніколи не було у зоопарках Європи чи Америки. Були спроби завезення до Нової Зеландії.

## Спосіб життя
Біломордий олень живе високогір'ях, де практично немає лісів. Полюбляє він здебільшого зарості чагарників. Доходить до висоти 3500-5000 м над рівнем моря. Пасеться у альпійських степах.
Він веде спосіб життя одинака. Проте інколи трапляються невеличка стада до 20 тварин. Статевої зрілості набуває у 1,5-2,5 роки. Шлюбний період у оленів відбувається у жовтні. Вагітність триває 220—250 днів. Харчуються оленятка молоком матері до 10 місяців. Самки тримаються з оленятами до появи нових дітей. Тривалість життя до 20 років.